# Mayes County
Mayes County ist ein County im Bundesstaat Oklahoma der Vereinigten Staaten. Der Verwaltungssitz (County Seat) ist Pryor. Das U.S. Census Bureau hat bei der Volkszählung 2020 eine Einwohnerzahl von 39.046 ermittelt.

## Geographie
Das County liegt im Nordosten von Oklahoma, ist im Norden etwa 60 km von Kansas entfernt und hat eine Fläche von 1770 Quadratkilometern, wovon 71 Quadratkilometer Wasserfläche sind. Es grenzt im Uhrzeigersinn an folgende Countys: Craig County, Delaware County, Cherokee County, Wagoner County und Rogers County.

## Geschichte
Mayes County wurde am 16. Juli 1907 als Original-County aus Cherokee-Land gebildet. Benannt wurde es entweder nach Samuel H. Mayes, einem Anführer der Cherokee von 1891 bis 1895, oder seinem Amtsvorgänger Joel B. Mayes.

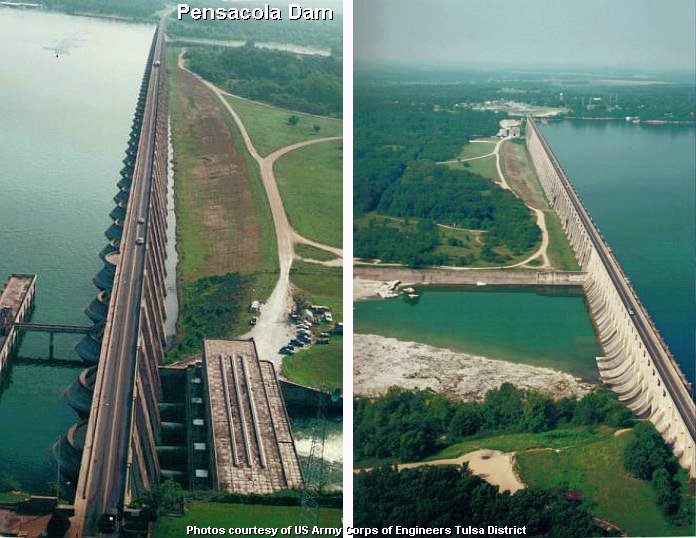
Der Pensacola Dam ist einer von fünf Einträgen des Countys im NRHP.

Sechs Bauwerke und Stätten des Countys sind im National Register of Historic Places (NRHP) eingetragen (Stand 4. Juni 2018).

## Wirtschaft
In Mayes County ist eines der weltweit größten Rechenzentren des Konzerns Google ansässig.

## Demografische Daten

Alterspyramide des Mayes County

Nach der Volkszählung im Jahr 2000 lebten im Mayes County 38.369 Menschen in 14.823 Haushalten und 10.820 Familien. Die Bevölkerungsdichte betrug 23 Einwohner pro Quadratkilometer. Ethnisch betrachtet setzte sich die Bevölkerung zusammen aus 72,14 Prozent Weißen, 0,30 Prozent Afroamerikanern, 19,10 Prozent amerikanischen Ureinwohnern, 0,28 Prozent Asiaten, 0,01 Prozent Bewohnern aus dem pazifischen Inselraum und 0,62 Prozent aus anderen ethnischen Gruppen; 7,55 Prozent stammten von zwei oder mehr Ethnien ab. 1,87 Prozent der Bevölkerung waren spanischer oder lateinamerikanischer Abstammung.
Von den 14.823 Haushalten hatten 32,6 Prozent Kinder unter 18 Jahre, die im Haushalt lebten. 60,2 Prozent waren verheiratete, zusammenlebende Paare, 9,0 Prozent waren allein erziehende Mütter. 27,0 Prozent waren keine Familien, 23,8 Prozent waren Singlehaushalte und in 11,1 Prozent der Haushalte lebten Menschen im Alter von 65 Jahren oder darüber. Die durchschnittliche Haushaltsgröße betrug 2,55 und die durchschnittliche Familiengröße betrug 3,02 Personen.
26,6 Prozent der Bevölkerung waren unter 18 Jahre alt, 8,6 Prozent zwischen 18 und 24, 26,2 Prozent zwischen 25 und 44, 23,8 Prozent zwischen 45 und 64 und 14,9 Prozent waren 65 Jahre oder älter. Das Durchschnittsalter betrug 37 Jahre. Auf 100 weibliche Personen kamen 98,4 männliche Personen. Auf 100 Frauen im Alter von 18 Jahren oder darüber kamen 95,4 Männer.
Das jährliche Durchschnittseinkommen eines Haushalts betrug 31.125 USD und das durchschnittliche Einkommen einer Familie betrug 37.542 USD. Männer hatten ein durchschnittliches Einkommen von 31.668 USD gegenüber den Frauen mit 20.573 USD. Das Prokopfeinkommen betrug 15.350 USD. 11,2 Prozent der Familien und 14,3 Prozent der Bevölkerung lebten unterhalb der Armutsgrenze.

## Religion
Es gibt zwei katholische Pfarreien, die beide zum Bistum Tulsa gehören: St. Franziska von Rom (St. Frances of Rome) in Langley und St. Markus (St. Mark) in Pryor.